# Den okände soldatens grav, Moskva
Den okände soldatens grav (ryska: Могила Неизвестного Солдата: Mogila Neizvestnogo Soldata, mɐˈgʲiɫɐ nʲeɪzˈvʲɛsnəvɐ sɐɫˈdatɐ) är ett monument tillägnat de sovjetiska soldater som dog under stora fosterländska kriget (del av andra världskriget). Det är beläget vid Kremlmuren i Alexanderträdgården i Moskva. 
Kvarlevorna från de oidentifierade soldaterna, som dog under slaget om Moskva 1941, flyttades till Kremlmuren 1966 för att högtidlighålla 25-årsminnet av slaget. 
Monumentet ritades av arkitekterna Dmitrij Burdin, Vladimir Klimov, Jurij Rabajev och skulptören Nikolaj Tomskij, och avtäcktes för allmänheten den 8 maj 1967.
Monumentet i mörkröd porfyr är dekorerat med en soldathjälm lagd på ett banér. Framför monumentet ligger en femuddig stjärna i ett fält av labradorit. I stjärnans mitt brinner evighetslågan som lyser upp en inskription; "Имя твоё неизвестно, подвиг твой бессмертен" ,translit.: Imja tvojo neizvestno, podvig tvoj bessmerten, "Ditt namn är okänt, din gärning är odödlig". 